# Milwaukee Athletic Club
Il Milwaukee Athletic Club è stato fondato il 18 settembre 1882 da otto giovani soci con lo scopo di sviluppare la potenza del corpo attraverso la ginnastica e l'esercizio fisico.
Prima di trasferirsi, nel 1917, al sito attuale, all'angolo tra Broadway e Mason, la sede del club era stata ospitata da nove edifici. Ora il MAC occupa tutti i 12 piani dell'edificio, ed in esso ospita una sala da pranzo per cerimonie, un ristorante, 17 sale private, tra cui la grande sala da ballo, 60 camere per gli ospiti, due bar, una biblioteca, una sala giochi per bambini, campi da squash e tennis e varie palestre per lo svolgimento delle attività fisiche.
Sebbene l'obiettivo del club sia sempre stato rivolto all'attività atletica, ora esso fornisce innumerevoli servizi ai propri soci. Infatti oggi, il MAC si focalizza anche sulla funzione sociale e d'affari, forte anche del fatto di essere l'unico club privato a Milwaukee in grado di offrire sale da pranzo, da riunione, stanze per ospiti ed un'attrezzatura completa per l'esercizio fisica.
Esso è governato da un consiglio direttivo composto da 12 consiglieri, che decide l'indirizzo del club e dirige l'operato del direttore generale. Il direttore, a sua volta, gestisce uno staff di circa 200 impiegati, sia full che part-time. Varie commissioni poi presiedono la gestione di specifiche attività all'interno della struttura.
Nella sua storia il club può vantare la conquista della medaglia d'oro ai Giochi olimpici di Saint Louis 1904 nella specialità del tiro alla fune.